# Chorej-Ver
Chorej-Ver (in russo Хорей-Вер?) è un villaggio che appartiene al Zapoljarnyj rajon del Circondario autonomo dei Nenec, nella Russia europea del nord. 
Il villaggio si trova sul fiume Kolva. La distanza dal centro amministrativo dell'okrug autonomo dei Nenets, Nar'jan-Mar è di 215 km; dalla città di Usinsk è di 160 km.